# Partizanskaja (przystanek kolejowy w obwodzie leningradzkim)
Partizanskaja (ros. Партизанская) – przystanek kolejowy w miejscowości Tołmaczowo, w rejonie łużskim, w obwodzie leningradzkim, w Rosji. Położony jest na linii dawnej Kolei Warszawsko-Petersburskiej.
Poprzednio nosił nazwę 125 km. 16 maja 2001 decyzją Zgromadzenia Ustawodawczego Obwodu Leningradzkiego zmieniono nazwę na obecną.